# Radivoj Cvetićanin
Radivoj Cvetićanin, veleposlanik Srbije i Crne Gore (SCG) u  Hrvatskoj od početka 2006. godine.
Cvetićanin nije karijerni diplomat, u diplomaciju je stigao iz novinarskih krugova. Bio je direktor i kolumnist nezavisnog beogradskog dnevnika "Danas", čiji je i suvlasnik.